# 推进海南全面深化改革开放领导小组
推进海南全面深化改革开放领导小组，是中华人民共和国国务院成立的国务院议事协调机构，负责推进海南全面深化改革开放。

## 沿革
2018年4月11日，《中共中央 国务院关于支持海南全面深化改革开放的指导意见》（中发〔2018〕12号）发出。
2018年4月13日，中共中央总书记习近平在庆祝海南建省办经济特区30周年大会上讲话强调，中共中央支持海南全面深化改革开放，争创新时代中国特色社会主义生动范例，指出海南经济特区的四个战略定位是“改革开放的重要窗口、改革开放的试验平台、改革开放的开拓者、改革开放的实干家”，并表示中央最近研究制定了《关于支持海南全面深化改革开放的指导意见》。
2018年7月1日至3日，中共中央政治局常委、国务院副总理、推进海南全面深化改革开放领导小组组长韩正在海南省调研。7月2日，韩正在海口主持召开推进海南全面深化改革开放领导小组会议。
2023年中共二十大之后，中共中央决定将该领导小组并入中央区域协调发展领导小组来统管。中央区域协调发展领导小组办公室设在国家发展改革委。

## 组成人员
| 2018年成立时的组成人员是： 组长 - 韩正（中共中央政治局常委、国务院副总理） 副组长 - 胡春华（中共中央政治局委员、国务院副总理） - 何立峰（国家发展改革委主任） 成员 （不详） |

## 办事机构
推进海南全面深化改革开放领导小组办公室设在中华人民共和国国家发展和改革委员会，是推进海南全面深化改革开放领导小组的办事机构，由国家发展和改革委员会地区经济司承担具体职责。

### 机构设置
根据有关规定，国家发展和改革委员会地区经济司在推进海南全面深化改革开放方面设置下列机构：
- 海南一处
- 海南二处

### 历任领导
推进海南全面深化改革开放领导小组的办事机构是推进海南全面深化改革开放领导小组办公室，设在国家发展改革委。历任办公室主任、副主任是：
| 主任 - [[]]（2018年－） | 副主任 - [[]]（2018年－） |